# 蒙珀扎女伯爵雅典娜
雅典娜·瑪格麗特·法蘭西絲·瑪麗（Athena Marguerite Françoise Marie ，2012年1月24日—），丹麦女伯爵。她是玛格丽特二世女王和亨里克亲王最年幼的孫女，约阿基姆王子和玛丽王妃的幼女，也是丹麦王位的第十继承人。

## 生平
雅典娜公主在2012年1月24日於哥本哈根大學國家醫院出生，出生時身高49厘米，體重2930克。2012年5月15日在Møgeltønder Church舉行了洗禮儀式。公主的教父母是格雷戈里·葛朗台（Gregory Grandet），爱德华·卡瓦利耶（Edouard Cavallier），卡琳娜·阿克塞尔松（Carina Axelsson），朱莉·米拉博得（Julie Mirabaud），迭戈·德·拉凡迭拉（Diego de Lavandeyra）以及王子夫妇的好友亨丽埃特·斯汀斯特鲁普（Henriette Steenstrup）。

## 名字
- 雅典娜（Athena）是希腊智慧女神的名字
- 瑪格麗特（Marguerite）是丹麦女王玛格丽特二世的名字是法语拼写
- 法蘭西絲（Françoise）是玛丽王妃的母亲的名字
- 玛丽（Marie）是她母亲的名字

## 頭銜
- 2012年1月24日－2022年12月31日：丹麥雅典娜公主殿下、蒙佩扎女伯爵（Her Highness   Princess Athena of Denmark, Countess of Monpezat）

- 2023年1月1日－至今：蒙佩扎的雅典娜女伯爵閣下（Her Excellency Countess Athena of Monpezat）